# بنیک سریانیان
بنیک مکرتچی سریانیان (ارمنی: Բենիկ Մկրտչի Սեյրանյան؛ ؛ زادهٔ ۱۲ دسامبر ۱۹۱۳ - درگذشته ۲۴ مهٔ ۲۰۰۳)، رمان‌نویس و نمایشنامه‌نویس اهل ارمنستان بود.

## زندگی‌نامه
در ۱۲ دسامبر ۱۹۱۳ در روستای کوتی (شاوارشاوان) در نویمبریان به دنیا آمد. وی در سال ۱۹۵۸ از دانشگاه دولتی علوم پرورشی خاچاطور آبوویان ارمنستان فارغ‌التحصیل گشت. وی عضو اتحادیه نویسندگان شوروی و عضو حزب کمونیست اتحاد شوروی بود. وی در ۲۴ مهٔ ۲۰۰۳ در سن ۸۹ سالگی در تفلیس درگذشت و در پانتئون ارمنیان تفلیس به خاک سپرده شد.